# Defektexemplar
Ein Defektexemplar bezeichnet ein im Herstellungsprozess fehlerhaft gewordenes Buch.
Dieses ist vom Mängelexemplar abzugrenzen, welches erst bei Lagerung oder Transport beschädigt wurde.
Defekte können u. a. sein
- Schnittfehler: unbeschnittener oder fehlerhaft beschnittener Buchblock
- falsches Kollationieren (Lagen in falscher Reihenfolge, doppelt/mehrfach oder fehlend)
- Hefte in falscher Reihenfolge, doppelt/mehrfach oder fehlend
- durch unsauberes Arbeiten zusammenklebende Seiten
- Druckfehler (im technischen Sinne, nicht Rechtschreibfehler o. Ä.)
- fehlerhafte Bindung (z. B. daraus resultierendes gewelltes Papier)

Nicht als Defektexemplar zu werten sind gewollte Umstände, wie etwa der Interimseinband.